# Les Éboulements
Les Éboulements är en kommun i provinsen Québec i Kanada. Den ligger i regionen Capitale-Nationale, i den östra delen av landet, 500 km nordost om huvudstaden Ottawa. Bykommunen Saint-Joseph-de-la-Rive införlivades 2001.